# Арабський Національний Банк
Арабський Національний Банк (англ. Arab National Bank, араб. البنك العربي الوطني)- один з основних банків Саудівської Аравії з головним офісом у Ер-Ріяді. Банк утворений в 1979 році королівським указом  M/38 і входить в двадцятку найбільших банків Близького Сходу.